# رمز كيميائي

الرمز الكيميائي لعنصر المغنيسيوم

الرمز الكيميائي هو اختصار أو تمثيل أصغر لأسماء العناصر الكيمائية. جميع العناصر الطبيعية لها رمز يتكون من حرف أو اثنين، والعناصر المؤقتة لها رمز مكون من ثلاثة أحرف.
جميع الرموز الكيميائية موجودة في الجدول الدوري وتستخدم في المعادلات الكيميائية :
{\displaystyle 2H_{2}+O_{2}\ \rightarrow \ 2H_{2}O}
ونظرا لأن معظم الرموز الكيميائية مشتقة من الاسم اللاتيني أو من الإغريقة، فيمكن أن لا تماثل الاسم الإنجليزي الذي تسمى به، فمثلا
الصوديوم " Sodium " اسمه اللاتيني natrium والذهب " Gold " واسمه اللاتيني aurum.
يمكن للرمز الكيميائي أن يتغير لإظهار نظير معين للعنصر، ولإظهار الخواص الأخرى مثل التأين والتأكسد للرمز الكيميائي.